# Zaton Doli
Zaton Doli je vesnice v opčině Ston v Chorvatsku v Dubrovnicko-neretvanské župě. V roce 2011 zde žilo 61 obyvatel.

## Historie
Do roku 2011 byla součástí vesnice Zaton Doli i Zamaslina a Zaton Doli patřil do opčiny Dubrovník.

## Poloha
Vesnice sousedí s Neumem v Bosně a Hercegovině a nachází se na křižovatce silnice D8 ze Splitu do Dubrovníku s pelješackou silnicí D414.